# Berliet GCA
Der Berliet GCA war ein vom französischen Kraftfahrzeughersteller Berliet in Lyon von 1923 bis 1924 hergestellter mittlerer LKW mit 5 Tonnen Nutzlast.

## Geschichte und Technik
Das Fahrzeug wurde ausschließlich für die französische Armee, nicht indessen für zivile Abnehmer hergestellt. Es war das erste einer Vielzahl von Typen, deren Bezeichnung mit einem G begann. Es war im Prinzip ein Berliet CBA9 mit verlängertem Radstand. Die Hinterräder waren über eine Kette angetrieben. 1923 wurden 20 Stück bestellt, 1924 weitere 20, die die Typenbezeichnung GCAB erhielten. Der einzige Unterschied zwischen beiden Varianten war die Motorleistung: Sie betrug beim GCA 38 PS, beim GCAB 36 PS.